# Montupet
Montupet était une entreprise française créée en 1894 par Pierre Montupet à Nogent-les-Vierges. Spécialisée dans les pièces très sollicitées des culasses, moteurs et châssis automobiles, Montupet concevait, développait et produisait des pièces moulées en aluminium et usinées, pour les constructeurs automobiles et leurs sous-traitants. Elle a été intégrée en 2016 à la division Light Metal Casting du Groupe canadien Linamar.

## Histoire
Le groupe voit le jour en 1977 sous l’égide  de Stéphan Magnan en réunissant les trois fonderies françaises Montupet (dont l’histoire remonte à 1894 et qui est coté en bourse depuis 1966), de Virax (fondée à Châteauroux sous le nom de Debard en 1905) et de Fonderie de Précision. Après une décennie de restructuration, le groupe commence son expansion internationale avec la reprise de la fonderie espagnole Alumalsa en 1987 et la création de trois nouvelles fonderies entre 1988 et 1989 en France, au Canada et en Irlande du Nord. Après une crise majeure entre 1991 et 1996 qui menaça son existence, le groupe reprend sa croissance à partir de 1997 et étend son implantation, avec l'érection d’une nouvelle fonderie au Mexique et la reprise d’une autre fonderie nord-irlandaise.
En 2008, la production débute sur le nouveau site de Ruse en Bulgarie, tandis que deux lieux de production sont fermés en Irlande du Nord et au Canada. Fin 2009 le groupe acquiert les capitaux de Fonderie du Poitou Aluminium (dont le siège est à Ingrandes en France). En juin 2010, le groupe cède sa filiale Française de Roues, qui était spécialisée dans les jantes de voitures, et en avril 2012 Fonderie du Poitou Aluminium après son insolvabilité.
En novembre 2013, Montupet s’associe à l’indien Jaya Hind, au travers de la coentreprise de Montupet avec le groupe Force Motors.
En octobre 2014, Bloomberg annonce la vente prochaine de Montupet qui fait monter la cote de 11,8 %. En novembre de la même année, Mohamed Idali, délégué CFDT, porte plainte pour harcèlement moral contre la société.
Le 29 janvier 2015, Schroders Investment Management Limited franchit les 5 % du capital de Montupet et détient 507 691 actions, soit 4,71 % du capital et 3,49 % des droits de vote du fabricant. Elle enregistre une hausse de son activité de 7 % en 2014.
En octobre 2015, une OPA est déposé sur la société Montupet par Linamar, une entreprise canadienne spécialisée dans l'usinage, qui travaillaient déjà avec Montupet. L'opération est finalisée en janvier 2016. Montupet est radiée le 12 février 2021 au tribunal de commerce de Nanterre.

## Implantations
- France : Clichy (siège social), Laigneville et Châteauroux
- Espagne : Saragosse
- Bulgarie : Roussé
- Mexique : Torreón
- Irlande du Nord : Belfast

## Produits et clients
Montupet compte parmi ses clients la plupart des constructeurs automobiles : Audi, Bentley, BMW, Citroën, Daewoo, Daimler, Ford, GM, Jaguar, John Deere, Iveco, Mini, Nissan, Peugeot, Renault, Seat, Volkswagen, Volvo, ainsi que des équipementiers de renom tels Bosch. Montupet délivre de nombreux produits réputés pour leur haute technologie, dont la culasse du moteur EcoBoost 1.0L élu moteur de l’année 2012, 2013 et 2014, ainsi que celle du moteur 1.6L BMW-PSA (appelé moteur EP dit Prince).